# Бильбергия
Бильбе́ргия (лат. Billbergia) — род травянистых вечнозелёных эпифитных растений семейства Бромелиевые (Bromeliaceae). Некоторые виды — популярные красивоцветущие комнатные растения.
Виды этого рода распространены преимущественно в Бразилии; некоторые виды встречаются и в других регионах Южной и Центральной Америки, в том числе в Аргентине, Боливии и Мексике.

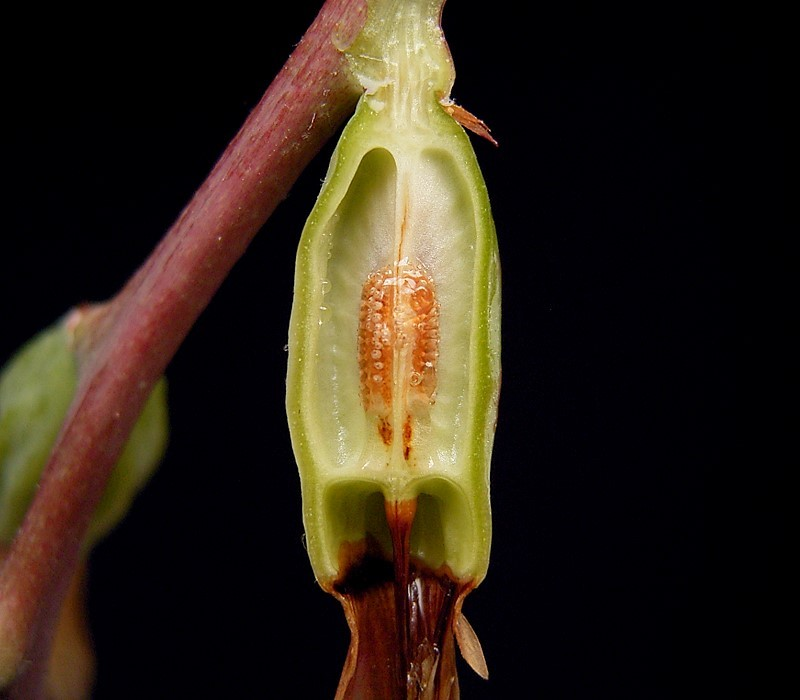
недозрелый плод в разрезе

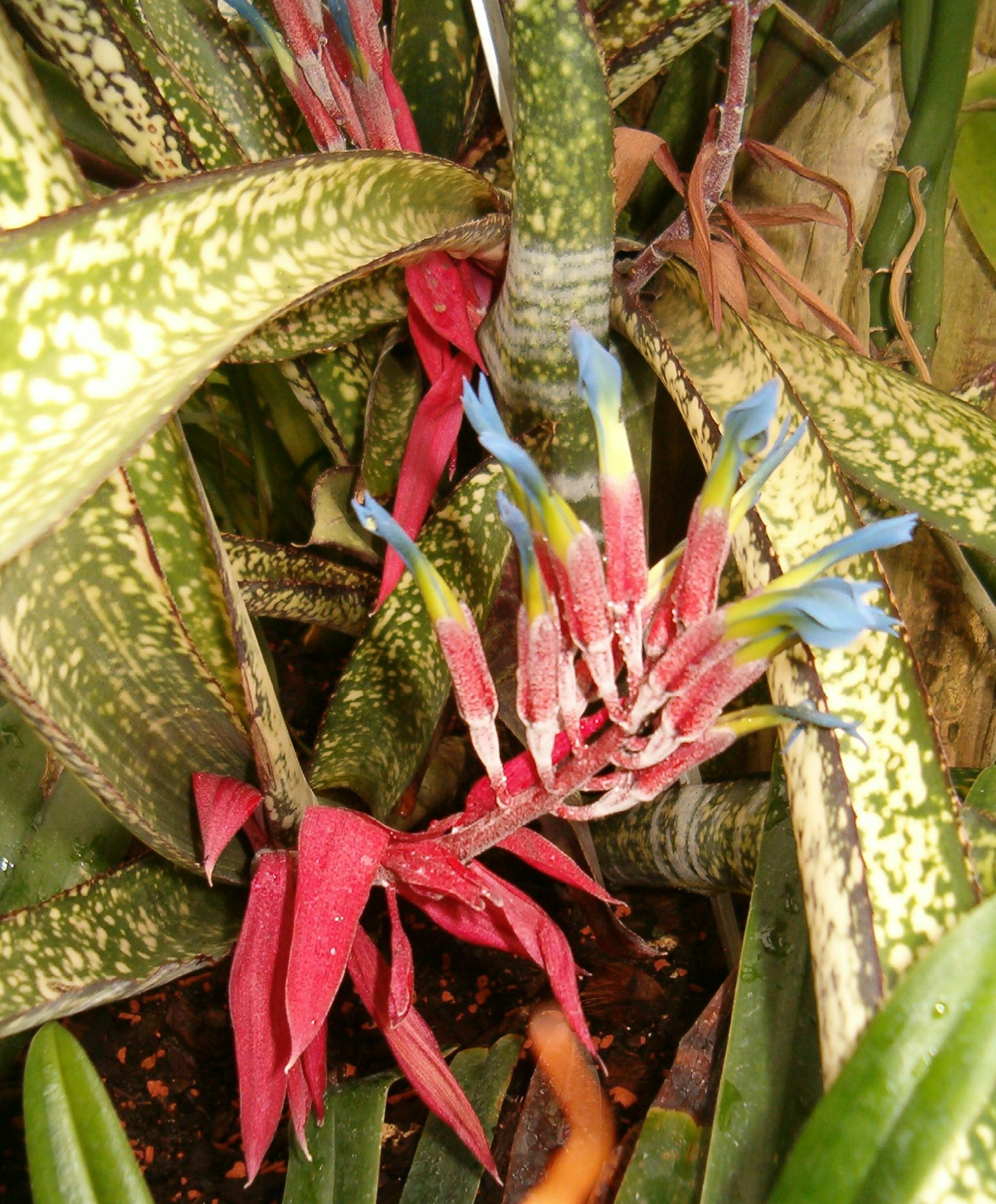
. Ботанический сад Музейного центра Берлин-Далем, Германия

## Название
Род назван в 1821 году Карлом Тунбергом в честь шведского ботаника, зоолога и юриста Густава Бильберга (1772—1844).

## Биологическое описание
Представители рода — вечнозелёные многолетние растения, эпифиты, растут на деревьях.
Листья широкие, ремневидные, образуют розетку, в центре которой накапливается вода. У многих видов на листьях имеются пятна, образованные меловым сероватым налётом. При достаточном освещении листья у некоторых видов розовеют.
Цветоносы прямые, вырастают из центра листовой розетки, но сами соцветия — поникающие. Как и у многих других бромелиевых, наиболее заметны прицветники, которые могут быть красного или розового цвета.

## Использование
Многие виды бильбергии — популярные комнатные растения, при этом по сравнению с другими бромелиевыми они проще в культуре.
Агротехника
Традиционный способ выращивания — в торфяной земле в относительно небольших ёмкостях с дренажными отверстиями. Почву следует поливать только по мере высыхания. Центральная воронка всегда должна быть заполнена водой, при этом жёсткую воду использовать не следует. Требуется опрыскивание листьев. Минимальная температура, которую выдерживают бильбергии, — от 2 до 5 °C.

## Виды
По информации базы данных The Plant List, род включает 66 видов:
- Billbergia acreana H.Luther
- Billbergia alfonsi-joannis Reitz
- Billbergia amandae W.Weber
- Billbergia ambigua (L.B.Sm. & Read) Betancur & N.R.Salinas
- Billbergia amoena (Lodd.) Lindl.
- Billbergia brachysiphon L.B.Sm.
- Billbergia bradeana L.B.Sm.
- Billbergia brasiliensis L.B.Sm.
- Billbergia buchholtzii Mez
- Billbergia cardenasii L.B.Sm.
- Billbergia castelensis E.Pereira
- Billbergia chlorantha L.B.Sm.
- Billbergia chlorostica Saunders
- Billbergia × claudioi Leme
- Billbergia cylindrostachya Mez
- Billbergia dasilvae Leme
- Billbergia decora Poepp. & Endl.
- Billbergia distachya (Vell.) Mez
- Billbergia domingosmartinsis E.Gross
- Billbergia elegans Mart. ex Schult. & Schult.f.
- Billbergia eloisiae Read & L.B.Sm.
- Billbergia euphemiae E.Morren
- Billbergia formosa Ule
- Billbergia horrida Regel
- Billbergia incarnata (Ruiz & Pav.) Schult. & Schult.f.
- Billbergia iridifolia (Nees & Mart.) Lindl.
- Billbergia issingiana T.Krömer & E.Gross
- Billbergia jandebrabanderi R.Vásquez & Ibisch
- Billbergia kautskyana E.Pereira
- Billbergia kuhlmannii L.B.Sm.
- Billbergia laxiflora L.B.Sm.
- Billbergia leptopoda L.B.Sm.
- Billbergia lietzei E.Morren
- Billbergia lymanii E.Pereira & Leme
- Billbergia macracantha E.Pereira
- Billbergia macrocalyx Hook.
- Billbergia macrolepis L.B.Sm.
- Billbergia magnifica Mez
- Billbergia manarae Steyerm.
- Billbergia meyeri Mez
- Billbergia microlepis L.B.Sm.
- Billbergia minarum L.B.Sm.
- Billbergia morelii Brongn.
- Billbergia nana E.Pereira
- Billbergia nutans H.Wendl. ex Regel (1869) — Бильбергия поникшая
- Billbergia oxysepala Mez
- Billbergia pallidiflora Liebm.
- Billbergia pohliana Mez
- Billbergia porteana Brongn. ex Beer
- Billbergia pyramidalis (Sims) Lindl. (1827) — Бильбергия пирамидальная
- Billbergia reichardtii Wawra
- Billbergia robert-readii E.Gross & Rauh
- Billbergia rosea Beer
- Billbergia rubicunda Mez
- Billbergia rupestris L.B.Sm.
- Billbergia sanderiana E.Morren
- Billbergia saundersii hort. ex Dombrain
- Billbergia seidelii L.B.Sm. & Reitz
- Billbergia stenopetala Harms
- Billbergia tessmannii Harms
- Billbergia tweedieana Baker
- Billbergia velascana Cárdenas
- Billbergia violacea Beer
- Billbergia viridiflora H.Wendl.
- Billbergia vittata Brongn. ex C.Morel
- Billbergia zebrina (Herb.) Lindl.

Известны гибриды и культивары.
|                                                                                              |  |  |
| Слева направо: Billbergia horrida, Billbergia macrocalyx, Billbergia pyramidalis 'Variegata' |  |  |

## Гибридные роды с участием бильбергии
Известно пять гибридных родов с участием бильбергии:
- ×Billmea K.Williams (1974) [= Billbergia Thunb. × Aechmea Ruiz & Pav.]
- ×Billnelia A.D.Hawkes (1959) [= Billbergia Thunb. × Quesnelia Gaudich.]
  -  ×Billque Anon. (1979) = ×Billnelia A.D.Hawkes (1959)
- ×Cryptbergia Anon. (1952) [= Cryptanthus Otto & A.Dietr. × Billbergia Thunb.]
- ×Neobergia E.L.Sm. (1983) [= Neoregelia E.L.Sm. × Billbergia Thunb.]
- ×Nidbergia D.Butcher (1982) [= Nidularium Lem. × Billbergia Thunb.]

|                                        |  |  |
| Billbergia × windii — Бильбергия Винда |  |  |